# NGC 373

NGC 373

NGC 373 هي مجرة تتبع كوكبة الحوت. اكتشفها جون لويس إميل دراير في 12 ديسمبر 1876.

## روابط خارجية
- NGC 373 على موقع ويكي سكاي: DSS2, SDSS, GALEX, IRAS, Hydrogen α, X-Ray, Astrophoto, Sky Map, Articles and images